# 張嗣修
張嗣修（1554年—1627年），字景仁、思永，號岱舆，湖广江陵（今湖北江陵）人，祖籍安徽鳳陽。明朝官员、榜眼及第。名臣張居正之次子。

## 生平
萬曆四年（1576年）丙子科順天鄉試第二十四名舉人，萬曆五年（1577年）聯捷丁丑科第一甲第二名進士。授翰林院編修。萬曆十年张居正死后被削职为民。萬曆十二年（1584年）四月，詔令查抄張居正家產，司禮監太監張誠，刑部右侍郎邱橓及錦衣衛、給事中等奉命前往。朝廷官員稱張居正三子均無實才。此後張家全家蒙難，長兄張敬修自杀，張嗣修与弟張懋修同被发配边疆充军。张嗣修流放广东雷州徐闻。
泰昌元年（1620年）十一月，其弟張懋修向皇帝上疏陳乞昭雪父親冤案。天啓二年（1622年），張居正被准復原職，予祭葬，其房屋未變價者，准給子孫奉祠居住。張嗣修自戍地歸鄉。

## 家族
曾祖父張鎮，贈特進光祿大夫左柱國少師兼太子太師吏部尚書中極殿大學士；祖父張文明，封特進光祿大夫左柱國少師兼太子太師吏部尚書中極殿大學士；父張居正，特進光祿大夫左柱國少師兼太子太師吏部尚書中極殿大學士。前母顧氏（累贈一品夫人）；母亲王氏（累封一品夫人）。重庆下。
兄張敬修（同科進士）；
弟张懋修（翰林院修撰）、张简修（锦衣卫指挥佥事）、张慎修、张道修（官生）、张允修、张静修。